# Tillabéri (região)
Tillabéri é um departamento do Níger. Sua capital é Tillabéri.

## Departamentos
De acordo com a lei n° 2011-22 de 8 de agosto de 2011, a região de Tillabéri é composta por 13 departamentos:
- Abala
- Ayeru
- Balleyara
- Banibangou
- Bankilare
- Filingue
- Gotheye
- Kollo
- Ouallam
- Say
- Tera
- Tillaberi
- Torodi